# Балиня, Сигне
Си́гне Ба́линя (латыш. Signe Bāliņa; род. 13 марта 1965, Рига, СССР) — политический деятель и учёный. Академик и доктор экономических наук. Министр по особым поручениям в делах е-управления Латвии (2008—2009). Председатель правления «Datorzinību centrs» и асоц. профессор факультета экономики и управления Латвийского университета. Сигне Балиня окончила Латвийский университет по специальности «Эконометрия». Она является автором многих научных публикаций.